# Championnats d'Europe de biathlon 2006
 (août 2022).
Navigation
Édition précédente Édition suivante
Les championnats d'Europe de biathlon 2006, treizième édition des championnats d'Europe de biathlon, ont lieu du 27 février au 5 mars 2006 sur le « Stade de ski des Hohenzollern », au pied du mont Arber, en Allemagne.